# きどゆういち
きど ゆういち（本名：城戸 雄一（読み同じ）、1966年2月27日 - ）は大分県を拠点に活動するローカルタレント、お笑い芸人。
日田市出身、血液型はA型。大分県立日田林工高等学校出身。

## 人物
高校卒業後に大阪に移り、オール巨人の一番弟子となる。実際は巨人の弟子としては2番目なのだが、1人目はしばらくして辞めたため、「正式に卒業した最初の弟子」という意味である。
弟子期間を終了後、吉本興業の芸人として、1989年に桂文珍の弟子である落語家の桂珍念と漫才コンビ「未来世紀01・02」を組んで、数々のコンクールで新人賞を受賞した。解散後は吉本興業福岡事務所に移り、数々の一発ギャグを考案。しかしギャグに対する評価は低く、RKBテレビ『夕方どんどん』のレポーターの仕事を持ったものの、「ギャグが寒い」という理由で降板させられたこともあった。大の競艇好きとしても知られ、福岡吉本時代は福岡競艇場でのトークショーの仕事も多く、同じ競艇好きの博多華丸、コンバット満、寿一実らと共演することが多い。
その後、事務所を通さない仕事（いわゆる闇営業）をきどが勝手に引き受けたものの、それがCMの仕事だったため事務所に知られることとなり厳重注意を受け、福岡吉本を離れた。
2007年4月2日から、大分朝日放送のローカルニュース『スーパーJチャンネルおおいた』へのレギュラー出演が決まった。本人として初の報道番組のレギュラーとなる。
2012年5月27日、OBSアナウンサー安元佳奈と共に“水郷ひた”観光親善大使に就任した。

## 主なギャグ
- ピュッピュピュー
- ごめんボヨン
- わきビーム　シュッシュ　シュ〜
- 位置についてよーいスカート
- アホで結構メリケン粉
- ぶんぶんぶんぶん豊後牛
- ぼんぼんぼんぼんボンカレー　中辛だよ
- ボクの仕事は全部オフ　あっちゃ〜（ブックオフCM曲の替え歌）
- ホップ　ステップ　シャンプー（登場ギャグ）
- 嬉しいです（全力で）
- ヤッターマン　コーヒーライター（早口で）あ
- この世の創造主　我がゆういち
- イチ、ニー、サン、シー、マンゴー(土壇場で)
- キドッチです。

※ どうも木戸修です。クラッチクラッチ

## 過去の出演番組
- 夕方どんどん（RKBテレビ）
- 月曜しんや君（テレビ西日本） - 西日本スポーツ配達係
- ぱぶろふの犬（大分朝日放送） - 「きど末吉」とクレジット。理由は初詣企画において、引いたおみくじの結果がすべて「末吉」だったから
- きどっちのごめんボヨン（OBSラジオ）
- ドォーモ（KBC朝日放送）
- スーパーJチャンネルおおいた（大分朝日放送）
- パチンコカンパニーII（テレビ大分）
- 放課後PUNCH！（大分朝日放送）
- れじゃぐる（大分朝日放送）

## 受賞歴
いずれも「未来世紀01・02」としての受賞である。
- 1990年
  - 第11回ABCお笑い新人グランプリ」優秀新人賞
  - 「NHK新人演芸コンクール」優秀賞
- 1991年 「第21回NHK上方漫才コンテスト」優秀賞